# Jökulsá á Sólheimasandi
Die Jökulsá á Sólheimasandi ist ein Gletscherfluss im Süden Islands.
Der Fluss entspringt dem Sólheimajökull, einer Gletscherzunge im Süden des Mýrdalsjökulls.
Er ist nur 9,5 Kilometer lang und mündet in den Nordatlantik.
Er trägt auch den Namen Fúlilækur (Stinkebach), denn durch die vulkanischen Aktivitäten der Katla enthält sein Wasser auch Schwefelwasserstoff.
Am 21. Oktober 2022 wurde eine neue Brücke der Ringstraße  über die Jökulsá á Sólheimasandi eingeweiht.
Sie ist 163 m lang, 10 m breit und löst ihre einspurige Vorgängerin aus dem Jahr 1967 ab.
Die erste Brücke wurde bereits 1921 errichtet.
Östlich dieser einzigen Brücke über diesen Fluss führt der Sólheimajökulsvegur (4,2 km lang) bis an den Gletscher, wo der Fluss entspringt.